# Saison 2023-2024 du Racing Club de Lens
Maillots
Dernière mise à jour : 25 avril 2024.
Chronologie
Saison précédente Saison suivante
La saison 2023-2024 du Racing Club de Lens, club de football professionnel français, est la 62e saison du club au sein de la Ligue 1, première division française. C'est la quatrième année en Ligue 1 depuis 2020. Lors de la saison précédente (2022/2023), le club termine à la deuxième place.
L'actionnaire Joseph Oughourlian de la société Solférino est propriétaire du club depuis 2016. L'équipe est entraînée par Franck Haise, en poste depuis février 2020 et sous contrat jusqu'en 2027.
L'équipe termine la saison à la 7e place de Ligue 1, pour la troisième fois en quatre ans. Cette place est synonyme de qualification pour les barrages de la Ligue Conférence 2024-2025.

## Avant-saison
Les joueurs ont repris l'entraînement au Centre Technique et Sportif de La Gaillette le 3 juillet.
Les Lensois sont partis en stage en Savoie du 17 au 23 juillet.
Le 29 juillet, le club rencontre en match de préparation le VfL Wolfsburg à l'AOK Stadion. La rencontre se termine sur un score de parité (1-1).
Le 2 août, Lens reçoit le Torino FC au stade Bollaert-Delelis et fait une nouvelle fois match nul 0 à 0.
Le 5 août, le club se rend Old Trafford pour y rencontrer Manchester United dans le cadre de son dernier match de pré-saison. Ce match se solde par une défaite 3 à 1, malgré une ouverture du score par Florian Sotoca avec un tir de 50 mètres.

## Effectif professionnel actuel
Le tableau suivant dresse la liste des joueurs faisant partie de l'effectif lensois pour la saison 2023-2024.
Note : Les numéros 12 et 17 ont été retirés par le club. En effet, le 12 représente le public lensois et le 17 le numéro que portait Marc-Vivien Foé, mort subitement le 26 juin 2003.

## Tableau des transferts
| Nat.     | Nom                   | Poste              | Transfert                          | Fin du contrat | Provenance/Destination   | Championnat          | Réf.     |
| Arrivées | Arrivées              | Arrivées           | Arrivées                           | Arrivées       | Arrivées                 | Arrivées             | Arrivées |
| -------- | --------------------- | ------------------ | ---------------------------------- | -------------- | ------------------------ | -------------------- | -------- |
|          | Angelo Fulgini        | Milieu             | Transfert définitif (7 M€)         | 2027           | FSV Mayence              | Bundesliga           | [ 5 ]    |
|          | Stijn Spierings       | Milieu             | Libre                              | 2027           | Toulouse FC              | Ligue 1              | [ 6 ]    |
|          | Neil El Aynaoui       | Milieu             | Transfert (600 k€)                 | 2027           | AS Nancy-Lorraine        | National             | [ 7 ]    |
|          | Morgan Guilavogui     | Attaquant          | Transfert (4 M€)                   | 2027           | Paris FC                 | Ligue 2              | [ 8 ]    |
|          | Andy Diouf            | Milieu             | Transfert (15 M€)                  | 2028           | FC Bâle                  | Super League         | [ 9 ]    |
|          | Óscar Cortés          | Attaquant          | Transfert (4,5 M€)                 | 2028           | Millonarios FC           | Liga BetPlay Dimayor | [ 10 ]   |
|          | Abdukodir Khusanov    | Défenseur          | Transfert (100 k€)                 | 2027           | Energetik-BDU Minsk      | Vycheïchaïa Liha     | [ 11 ]   |
|          | Elye Wahi             | Attaquant          | Transfert (35 M€)                  | 2028           | Montpellier HSC          | Ligue 1              | [ 12 ]   |
|          | Ruben Aguilar         | Défenseur          | Transfert (3,5 M€)                 | 2026           | AS Monaco                | Ligue 1              | [ 13 ]   |
|          | Faitout Maouassa      | Défenseur          | Prêt avec OA                       | 2024           | Club Bruges KV           | Jupiler Pro League   | [ 14 ]   |
|          | Nampalys Mendy        | Milieu             | Libre                              | 2025           | Leicester City           | Championship         | [ 15 ]   |
|          | Noah Diliberto        | Milieu             | Libre                              | 2024           | Valenciennes FC          | Ligue 2              | [ 16 ]   |
| Départs  |                       |                    |                                    |                |                          |                      |          |
|          | Ismaël Boura          | Défenseur          | Libre                              | 2023           | ES Troyes AC             | Ligue 2              | [ 17 ]   |
|          | Steven Fortes         | Défenseur          | Fin de contrat                     | 2023           | Quevilly Rouen Métropole | Ligue 2              | [ 18 ]   |
|          | Adrien Louveau        | Défenseur          | Fin de contrat                     | 2023           | ŁKS Łódź                 | Ekstraklasa          | [ 19 ]   |
|          | Cory Sene rés.        | Défenseur          | Fin de contrat                     | 2023           | SV Licht-Loidl Lafnitz   | 2.Liga               | [ 20 ]   |
|          | Alexis Claude-Maurice | Milieu             | Retour de prêt                     | 2023           | OGC Nice                 | Ligue 1              | [ 21 ]   |
|          | Tom Ducrocq           | Milieu             | Transfert (? M€)                   | 2025           | SC Bastia                | Ligue 2              | [ 22 ]   |
|          | Rémy Labeau-Lascary   | Attaquant          | Prêt                               | 2024           | Stade lavallois          | Ligue 2              | [ 23 ]   |
|          | Yacouba Barry rés.    | Défenseur          | Fin de contrat                     | 2023           | FC Annecy                | National             | [ 24 ]   |
|          | Yannick Cahuzac       | Entraîneur adjoint | Démission / Libération de contrat  | 2027           |                          |                      | [ 25 ]   |
|          | Yaya Fofana           | Milieu             | Transfert / Résiliation de contrat | 2027           | Stade de Reims           | Ligue 1              | [ 26 ]   |
|          | Loïs Openda           | Attaquant          | Transfert (49 M€)                  | 2027           | RB Leipzig               | Bundesliga           | [ 27 ]   |
|          | Adam Buksa            | Attaquant          | Prêt avec OA                       | 2024           | Antalyaspor              | Süper Lig            | [ 28 ]   |
|          | Seko Fofana           | Milieu             | Transfert (25 M€)                  | 2025           | Al-Nassr FC              | Saudi Pro League     | [ 29 ]   |
|          | Jean Onana            | Milieu             | Transfert (5 M€)                   | 2027           | Beşiktaş JK              | Süper Lig            | [ 30 ]   |
|          | Łukasz Poręba         | Milieu             | Prêt avec OA                       | 2027           | Hambourg SV              | 2. Bundesliga        | [ 31 ]   |
|          | Mamadou Camara        | Milieu             | Prêt                               | 2024           | AS Nancy-Lorraine        | National             | [ 32 ]   |
|          | Julien Le Cardinal    | Défenseur          | Prêt avec OA                       | 2024           | Stade brestois           | Ligue 1              | [ 33 ]   |
|          | Stijn Spierings       | Milieu             | Prêt                               | 2024           | Toulouse FC              | Ligue 1              | [ 34 ]   |

| Nat.     | Nom              | Poste     | Transfert              | Fin du contrat | Provenance/Destination | Championnat          | Réf.     |
| Arrivées | Arrivées         | Arrivées  | Arrivées               | Arrivées       | Arrivées               | Arrivées             | Arrivées |
| -------- | ---------------- | --------- | ---------------------- | -------------- | ---------------------- | -------------------- | -------- |
|          | Jhoanner Chávez  | Défenseur | Prêt avec OA (3,5M€)   | 2024           | EC Bahia               | Série A              | [ 35 ]   |
| Départs  |                  |           |                        |                |                        |                      |          |
|          | Wuilker Faríñez  | Gardien   | Résiliation de contrat | 2024           | Caracas FC             | Primera División     | ,        |
|          | Faitout Maouassa | Défenseur | Retour de prêt         | 2024           | Club Bruges KV         | Jupiler Pro League   | [ 38 ]   |
|          | Noah Diliberto   | Milieu    | Libre                  | 2025           | Widzew Łódź            | Ekstraklasa          | [ 39 ]   |
|          | Óscar Cortés     | Attaquant | Prêt avec OA           | 2028           | Rangers FC             | Scottish Premiership | [ 40 ]   |

## Matchs amicaux
| Date             | Horaire | Adversaire            | Lieu                   | Score             | Buteur(s) du RCL                                               | Buteur(s) adverse(s)                                        | Affluence         | Lien |
| ---------------- | ------- | --------------------- | ---------------------- | ----------------- | -------------------------------------------------------------- | ----------------------------------------------------------- | ----------------- | ---- |
| 8 juillet 2023   | 11h00   | USL Dunkerque         | Avion                  | 4 - 4             | Sotoca (12e), Tormin (52e), Sishuba (80e sp), El Aynaoui (89e) | Ghrieb (14e), Kondo (68e), Etonde (72e sp), Mbemba (75e sp) | 2000 spectateurs  |      |
| 14 juillet 2023  | 16h00   | Amiens SC             | Avion                  | 2 - 2 (4 x 25min) | Saïd (7e), Sotoca (64e)                                        | Kakuta (19e, 31e)                                           | 2200 spectateurs  |      |
| 22 juillet 2023  | 11h30   | FC Sochaux            | Divonne-les-Bains      | 3 - 0             | Sishuba (6e, 18e), Thomasson (35e)                             | -                                                           | /                 |      |
| 22 juillet 2023  | 16h00   | Dijon FCO             | Divonne-les-Bains      | 2 - 0             | Fulgini (6e), Machado (75e)                                    | -                                                           | /                 |      |
| 29 juillet 2023  | 15h00   | VfL Wolfsburg         | AOK Stadion            | 1 - 1             | Schulze (81e csc)                                              | Baku (76e)                                                  | /                 |      |
| 2 août 2023      | 19h00   | Torino FC             | Stade Bollaert-Delelis | 0 - 0             | -                                                              | -                                                           | 36604 spectateurs |      |
| 5 août 2023      | 13h45   | Manchester United     | Old Trafford           | 3 - 1             | Sotoca (23e)                                                   | Rashford (48e), Antony (53e), Casemiro (59e)                |                   |      |
| 6 septembre 2023 | 11h30   | Sporting de Charleroi | Avion                  | 1 - 1             | Sotoca (28e)                                                   | Dragsnes (20e)                                              | 0 (huis-clos)     |      |

## Championnat de Ligue 1

### Matchs aller

#### Journées 1 à 5
| Entraîneur : |
| Éric Roy     |

| Entraîneur : |
| Franck Haise |

| Entraîneur : |
| Éric Roy     |

| Entraîneur : |
| Franck Haise |

| Entraîneur : |
| Franck Haise |

| Entraîneur :  |
| Bruno Génésio |

| Entraîneur : |
| Franck Haise |

| Entraîneur :  |
| Bruno Génésio |

| Entraîneur : |
| Luis Enrique |

| Entraîneur : |
| Franck Haise |

| Entraîneur : |
| Luis Enrique |

| Entraîneur : |
| Franck Haise |

| Entraîneur : |
| Adi Hütter   |

| Entraîneur : |
| Franck Haise |

| Entraîneur : |
| Adi Hütter   |

| Entraîneur : |
| Franck Haise |

| Entraîneur : |
| Franck Haise |

| Entraîneur :  |
| László Bölöni |

| Entraîneur : |
| Franck Haise |

| Entraîneur :  |
| László Bölöni |

#### Journées 6 à 10
| Entraîneur : |
| Franck Haise |

| Entraîneur :           |
| Carles Martinez Novell |

| Entraîneur : |
| Franck Haise |

| Entraîneur :           |
| Carles Martinez Novell |

| Entraîneur :   |
| Patrick Vieira |

| Entraîneur : |
| Franck Haise |

| Entraîneur :   |
| Patrick Vieira |

| Entraîneur : |
| Franck Haise |

| Entraîneur : |
| Franck Haise |

| Entraîneur :  |
| Paulo Fonseca |

| Entraîneur : |
| Franck Haise |

| Entraîneur :  |
| Paulo Fonseca |

| Entraîneur : |
| Luka Elsner  |

| Entraîneur : |
| Franck Haise |

| Entraîneur : |
| Luka Elsner  |

| Entraîneur : |
| Franck Haise |

| Entraîneur : |
| Franck Haise |

| Entraîneur :    |
| Pierre Aristouy |

| Entraîneur : |
| Franck Haise |

| Entraîneur :    |
| Pierre Aristouy |

#### Journées 11 à 15
| Entraîneur :  |
| Régis Le Bris |

| Entraîneur : |
| Franck Haise |

| Entraîneur :  |
| Régis Le Bris |

| Entraîneur : |
| Franck Haise |

| Entraîneur : |
| Franck Haise |

| Entraîneur :    |
| Gennaro Gattuso |

| Entraîneur : |
| Franck Haise |

| Entraîneur :    |
| Gennaro Gattuso |

| Entraîneur :   |
| Pascal Gastien |

| Entraîneur : |
| Franck Haise |

| Entraîneur :   |
| Pascal Gastien |

| Entraîneur : |
| Franck Haise |

| Entraîneur : |
| Franck Haise |

| Entraîneur : |
| Pierre Sage  |

| Entraîneur : |
| Franck Haise |

| Entraîneur : |
| Pierre Sage  |

| Entraîneur :        |
| Michel Der Zakarian |

| Entraîneur : |
| Franck Haise |

| Entraîneur :        |
| Michel Der Zakarian |

| Entraîneur : |
| Franck Haise |

#### Journées 16 à 17
| Entraîneur : |
| Franck Haise |

| Entraîneur : |
| Will Still   |

| Entraîneur : |
| Franck Haise |

| Entraîneur : |
| Will Still   |

| Entraîneur :      |
| Francesco Farioli |

| Entraîneur : |
| Franck Haise |

| Entraîneur :      |
| Francesco Farioli |

| Entraîneur : |
| Franck Haise |

### Mi-saison
À la mi-saison, le Racing club de Lens est classé 7e avec 26 points. Le champion d'automne étant le Paris Saint-Germain avec 40 points.
La saison précédente à la même période, le Racing Club de Lens était classé 2e avec 44 points (le championnat comptait alors 38 journées contre 34 cette saison).

### Matchs retour

#### Journées 18 à 22
| Entraîneur : |
| Franck Haise |

| Entraîneur : |
| Luis Enrique |

| Entraîneur : |
| Franck Haise |

| Entraîneur : |
| Luis Enrique |

| Entraîneur :               |
| Carles Martínez Novell 79e |

| Entraîneur : |
| Franck Haise |

| Entraîneur :               |
| Carles Martínez Novell 79e |

| Entraîneur : |
| Franck Haise |

| Entraîneur :       |
| Jocelyn Gourvennec |

| Entraîneur : |
| Franck Haise |

| Entraîneur :       |
| Jocelyn Gourvennec |

| Entraîneur : |
| Franck Haise |

| Entraîneur : |
| Franck Haise |

| Entraîneur :   |
| Patrick Vieira |

| Entraîneur : |
| Franck Haise |

| Entraîneur :   |
| Patrick Vieira |

| Entraîneur : |
| Will Still   |

| Entraîneur : |
| Franck Haise |

| Entraîneur : |
| Will Still   |

| Entraîneur : |
| Franck Haise |

#### Journées 23 à 27
| Entraîneur : |
| Franck Haise |

| Entraîneur : |
| Adi Hütter   |

| Entraîneur : |
| Franck Haise |

| Entraîneur : |
| Adi Hütter   |

| Entraîneur : |
| Pierre Sage  |

| Entraîneur : |
| Franck Haise |

| Entraîneur : |
| Pierre Sage  |

| Entraîneur : |
| Franck Haise |

| Entraîneur : |
| Franck Haise |

| Entraîneur : |
| Eric Roy     |

| Entraîneur : |
| Franck Haise |

| Entraîneur : |
| Eric Roy     |

| Entraîneur : |
| Franck Haise |

| Entraîneur :      |
| Francesco Farioli |

| Entraîneur : |
| Franck Haise |

| Entraîneur :      |
| Francesco Farioli |

| Entraîneur :  |
| Paulo Fonseca |

| Entraîneur : |
| Franck Haise |

| Entraîneur :  |
| Paulo Fonseca |

| Entraîneur : |
| Franck Haise |

#### Journées 28 à 32
| Entraîneur : |
| Franck Haise |

| Entraîneur : |
| Luka Elsner  |

| Entraîneur : |
| Franck Haise |

| Entraîneur : |
| Luka Elsner  |

| Entraîneur :  |
| László Bölöni |

| Entraîneur : |
| Franck Haise |

| Entraîneur :  |
| László Bölöni |

| Entraîneur : |
| Franck Haise |

| Entraîneur : |
| Franck Haise |

| Entraîneur :   |
| Pascal Gastien |

| Entraîneur : |
| Franck Haise |

| Entraîneur :   |
| Pascal Gastien |

| Entraîneur :      |
| Jean-Louis Gasset |

| Entraîneur : |
| Franck Haise |

| Entraîneur :      |
| Jean-Louis Gasset |

| Entraîneur : |
| Franck Haise |

| Entraîneur : |
| Franck Haise |

| Entraîneur :  |
| Régis Le Bris |

| Entraîneur : |
| Franck Haise |

| Entraîneur :  |
| Régis Le Bris |

#### Journées 33 à 34
| Entraîneur :   |
| Julien Stéphan |

| Entraîneur : |
| Franck Haise |

| Entraîneur :   |
| Julien Stéphan |

| Entraîneur : |
| Franck Haise |

| Entraîneur : |
| Franck Haise |

| Entraîneur :        |
| Michel Der Zakarian |

| Entraîneur : |
| Franck Haise |

| Entraîneur :        |
| Michel Der Zakarian |

### Évolution au classement au cours des journées
| J   | 01 | 02 | 03 | 04 | 05 | 06 | 07 | 08 | 09 | 10 | 11 | 12 | 13 | 14 | 15 | 16 | 17 | 18 | 19 | 20 | 21 | 22 | 23 | 24 | 25 | 26 | 27 | 28 | 29 | 30 | 31 | 32 | 33 | 34 |
| 1er |    |    |    |    |    |    |    |    |    |    |    |    |    |    |    |    |    |    |    |    |    |    |    |    |    |    |    |    |    |    |    |    |    |    |
| 2e  |    |    |    |    |    |    |    |    |    |    |    |    |    |    |    |    |    |    |    |    |    |    |    |    |    |    |    |    |    |    |    |    |    |    |
| 3e  |    |    |    |    |    |    |    |    |    |    |    |    |    |    |    |    |    |    |    |    |    |    |    |    |    |    |    |    |    |    |    |    |    |    |
| 4e  |    |    |    |    |    |    |    |    |    |    |    |    |    |    |    |    |    |    |    |    |    |    |    |    |    |    |    |    |    |    |    |    |    |    |
| 5e  |    |    |    |    |    |    |    |    |    |    |    |    |    |    |    |    |    |    |    |    |    |    |    |    | ●  |    |    |    |    |    |    |    |    |    |
| 6e  |    |    |    |    |    |    |    |    |    |    |    | ●  | ●  | ●  |    |    |    |    |    | ●  | ●  | ●  | ●  | ●  |    | ●  | ●  | ●  | ●  | ●  | ●  | ●  | ●  |    |
| 7e  |    |    |    |    |    |    |    |    |    |    |    |    |    |    | ●  | ●  | ●  |    |    |    |    |    |    |    |    |    |    |    |    |    |    |    |    | ●  |
| 8e  |    |    |    |    |    |    |    |    |    |    |    |    |    |    |    |    |    | ●  | ●  |    |    |    |    |    |    |    |    |    |    |    |    |    |    |    |
| 9e  |    |    |    |    |    |    |    |    |    |    |    |    |    |    |    |    |    |    |    |    |    |    |    |    |    |    |    |    |    |    |    |    |    |    |
| 10e |    |    |    |    |    |    |    |    |    | ●  | ●  |    |    |    |    |    |    |    |    |    |    |    |    |    |    |    |    |    |    |    |    |    |    |    |
| 11e |    |    |    |    |    |    |    |    |    |    |    |    |    |    |    |    |    |    |    |    |    |    |    |    |    |    |    |    |    |    |    |    |    |    |
| 12e |    |    |    |    |    |    |    |    |    |    |    |    |    |    |    |    |    |    |    |    |    |    |    |    |    |    |    |    |    |    |    |    |    |    |
| 13e | ●  |    |    |    |    |    |    |    |    |    |    |    |    |    |    |    |    |    |    |    |    |    |    |    |    |    |    |    |    |    |    |    |    |    |
| 14e |    | ●  |    |    |    |    |    | ●  |    |    |    |    |    |    |    |    |    |    |    |    |    |    |    |    |    |    |    |    |    |    |    |    |    |    |
| 15e |    |    | ●  |    |    |    | ●  |    | ●  |    |    |    |    |    |    |    |    |    |    |    |    |    |    |    |    |    |    |    |    |    |    |    |    |    |
| 16e |    |    |    |    |    | ●  |    |    |    |    |    |    |    |    |    |    |    |    |    |    |    |    |    |    |    |    |    |    |    |    |    |    |    |    |
| 17e |    |    |    | ●  |    |    |    |    |    |    |    |    |    |    |    |    |    |    |    |    |    |    |    |    |    |    |    |    |    |    |    |    |    |    |
| 18e |    |    |    |    | ●  |    |    |    |    |    |    |    |    |    |    |    |    |    |    |    |    |    |    |    |    |    |    |    |    |    |    |    |    |    |

### Classement général
| Rang | Équipe                 | Pts | J  | G  | N  | P  | Bp | Bc | Diff | Qualification ou relégation                             |
| ---- | ---------------------- | --- | -- | -- | -- | -- | -- | -- | ---- | ------------------------------------------------------- |
| 5    | OGC Nice               | 55  | 34 | 15 | 10 | 9  | 40 | 29 | +11  | Qualification pour la phase de ligue de la Ligue Europa |
| 6    | Olympique lyonnais     | 53  | 34 | 16 | 5  | 13 | 49 | 55 | −6   | Qualification pour la phase de ligue de la Ligue Europa |
| 7    | RC Lens                | 51  | 34 | 14 | 9  | 11 | 45 | 37 | +8   | Qualification pour les barrages de la Ligue Conférence  |
| 8    | Olympique de Marseille | 50  | 34 | 13 | 11 | 10 | 52 | 41 | +11  |                                                         |
| 9    | Stade de Reims         | 47  | 34 | 13 | 8  | 13 | 42 | 47 | −5   |                                                         |

## Coupe de France
| Titulaires :  |                        |     |
|               |                        |     |
| 1             | Brice Samba            |     |
| 2             | Ruben Aguilar          |     |
| 3             | Przemysław Frankowski  |     |
| 4             | Kevin Danso            |     |
| 5             | Facundo Medina         |     |
| 6             | Neil El Aynaoui        |     |
| 7             | Florian Sotoca         |     |
| 8             | Andy Diouf             | 60e |
| 9             | Elye Wahi              | 73e |
| 10            | David Pereira da Costa | 73e |
| 11            | Faitout Maouassa       | 60e |
|               |                        |     |
| Remplaçants : |                        |     |
| 12            | Wesley Said            | 73e |
| 13            | Angelo Fulgini         | 60e |
| 14            | Adrien Thomasson       | 60e |
| 15            | Ayanda Sishuba         | 73e |
| 16            | Jean-Louis Leca        |     |
| 17            | Fodé Sylla             |     |
| 18            | Tom Pouilly            |     |
| 19            | Keny Mbala             |     |
| 20            | Noah Diliberto         |     |
|               |                        |     |
| Entraîneur :  |                        |     |
| Franck Haise  |                        |     |

| Titulaires :  |                    |     |
|               |                    |     |
| 1             | Radosław Majecki   |     |
| 2             | Vanderson          |     |
| 3             | Guillermo Maripán  |     |
| 4             | Soungoutou Magassa |     |
| 5             | Thilo Kehrer       |     |
| 6             | Denis Zakaria      |     |
| 7             | Kassoum Ouattara   |     |
| 8             | Youssouf Fofana    |     |
| 9             | Folarin Balogun    | 68e |
| 10            | Wissam Ben Yedder  |     |
| 11            | Maghnes Akliouche  | 68e |
|               |                    |     |
| Remplaçants : |                    |     |
| 12            | Antonin Cartillier |     |
| 13            | Chrislain Matsima  |     |
| 14            | Edan Diop          | 68e |
| 15            | Saïmon Bouabré     |     |
| 16            | Philipp Köhn       |     |
| 17            | Mamadou Coulibaly  |     |
| 18            | Aurélien Piatret   |     |
| 19            | Myron Boadu        | 68e |
| 20            | Malamine Efekele   |     |
|               |                    |     |
| Entraîneur :  |                    |     |
| Adi Hütter    |                    |     |

| Titulaires :  |                        |     |
|               |                        |     |
| 1             | Brice Samba            |     |
| 2             | Ruben Aguilar          |     |
| 3             | Przemysław Frankowski  |     |
| 4             | Kevin Danso            |     |
| 5             | Facundo Medina         |     |
| 6             | Neil El Aynaoui        |     |
| 7             | Florian Sotoca         |     |
| 8             | Andy Diouf             | 60e |
| 9             | Elye Wahi              | 73e |
| 10            | David Pereira da Costa | 73e |
| 11            | Faitout Maouassa       | 60e |
|               |                        |     |
| Remplaçants : |                        |     |
| 12            | Wesley Said            | 73e |
| 13            | Angelo Fulgini         | 60e |
| 14            | Adrien Thomasson       | 60e |
| 15            | Ayanda Sishuba         | 73e |
| 16            | Jean-Louis Leca        |     |
| 17            | Fodé Sylla             |     |
| 18            | Tom Pouilly            |     |
| 19            | Keny Mbala             |     |
| 20            | Noah Diliberto         |     |
|               |                        |     |
| Entraîneur :  |                        |     |
| Franck Haise  |                        |     |

| Titulaires :  |                    |     |
|               |                    |     |
| 1             | Radosław Majecki   |     |
| 2             | Vanderson          |     |
| 3             | Guillermo Maripán  |     |
| 4             | Soungoutou Magassa |     |
| 5             | Thilo Kehrer       |     |
| 6             | Denis Zakaria      |     |
| 7             | Kassoum Ouattara   |     |
| 8             | Youssouf Fofana    |     |
| 9             | Folarin Balogun    | 68e |
| 10            | Wissam Ben Yedder  |     |
| 11            | Maghnes Akliouche  | 68e |
|               |                    |     |
| Remplaçants : |                    |     |
| 12            | Antonin Cartillier |     |
| 13            | Chrislain Matsima  |     |
| 14            | Edan Diop          | 68e |
| 15            | Saïmon Bouabré     |     |
| 16            | Philipp Köhn       |     |
| 17            | Mamadou Coulibaly  |     |
| 18            | Aurélien Piatret   |     |
| 19            | Myron Boadu        | 68e |
| 20            | Malamine Efekele   |     |
|               |                    |     |
| Entraîneur :  |                    |     |
| Adi Hütter    |                    |     |

## Ligue des champions

### Phase de groupe
| Entraîneur :         |
| José Luis Mendilibar |

| Entraîneur : |
| Franck Haise |

| Entraîneur :         |
| José Luis Mendilibar |

| Entraîneur : |
| Franck Haise |

| Entraîneur : |
| Franck Haise |

| Entraîneur : |
| Mikel Arteta |

| Entraîneur : |
| Franck Haise |

| Entraîneur : |
| Mikel Arteta |

| Entraîneur : |
| Franck Haise |

| Entraîneur : |
| Peter Bosz   |

| Entraîneur : |
| Franck Haise |

| Entraîneur : |
| Peter Bosz   |

| Entraîneur : |
| Peter Bosz   |

| Entraîneur : |
| Franck Haise |

| Entraîneur : |
| Peter Bosz   |

| Entraîneur : |
| Franck Haise |

| Entraîneur : |
| Mikel Arteta |

| Entraîneur : |
| Franck Haise |

| Entraîneur : |
| Mikel Arteta |

| Entraîneur : |
| Franck Haise |

| Entraîneur : |
| Franck Haise |

| Entraîneur : |
| Diego Alonso |

| Entraîneur : |
| Franck Haise |

| Entraîneur : |
| Diego Alonso |

| Rang | Équipe        | Pts | J | G | N | P | Bp | Bc | Diff |  | Résultats (▼ dom., ► ext.) |     |     |     |     |
| ---- | ------------- | --- | - | - | - | - | -- | -- | ---- |  | -------------------------- | --- | --- | --- | --- |
| 1    | Arsenal FC    | 13  | 6 | 4 | 1 | 1 | 16 | 4  | +12  |  | Arsenal FC                 |     | 4-0 | 6-0 | 2-0 |
| 2    | PSV Eindhoven | 9   | 6 | 2 | 3 | 1 | 8  | 10 | -2   |  | PSV Eindhoven              | 1-1 |     | 1-0 | 2-2 |
| 3    | RC Lens       | 8   | 6 | 2 | 2 | 2 | 6  | 11 | -5   |  | RC Lens                    | 2-1 | 1-1 |     | 2-1 |
| 4    | Séville FC    | 2   | 6 | 0 | 2 | 4 | 7  | 12 | -5   |  | Séville FC                 | 1-2 | 2-3 | 1-1 |     |

## Ligue Europa
| Entraîneur : |
| Franck Haise |

| Entraîneur :      |
| Christian Streich |

| Entraîneur : |
| Franck Haise |

| Entraîneur :      |
| Christian Streich |

| Entraîneur :          |
| Christian Streich 66e |

| Entraîneur : |
| Franck Haise |

| Entraîneur :          |
| Christian Streich 66e |

| Entraîneur : |
| Franck Haise |